# Вулиця Чорних Запорожців (Бровари)
Ву́лиця Чорних Запорожців — одна з магістральних вулиць міста Бровари. Має протяжність 1 750 метрів, починається від вулиці Київської та закінчується примиканням до вулиці Степана Бандери.

## Відомі будівлі
На вулиці розміщені такі відомі будівлі як:
- № 56а — будинок, у якому з 1987 по 2014 роки мешкала Герой України, загибла із Небесної сотні Антоніна Дворянець

- № 60 — ТЦ Форум, 5-поверховий торговий центр, в якому є:

супермаркет "Форум", футбольна школа від ФК Шахтар, магазин канцтоварів та іграшок "ToyTosha", дитячий розважальний центр "Портал Розваг" та кіоски.
Торговий центр користуються популярністю серед броварчан.
- № 74 — 20-поверховий хмарочос, один з найвищих у місті. Збудований у 2008 році.

## Галерея

Меморіальна дошка Антоніні Дворянець на будинку № 56а

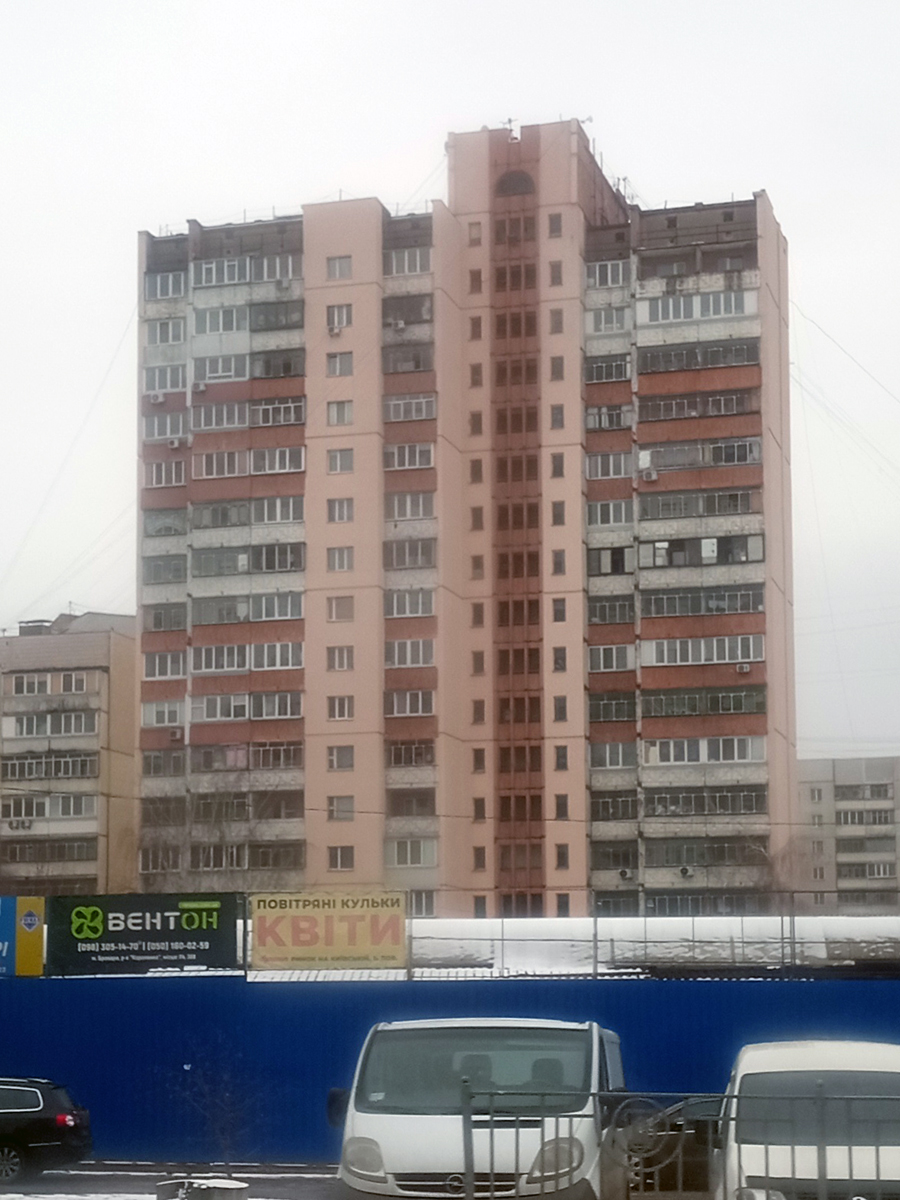
№ 70 – єдиний у Броварах будинок київської серії T